# سونگ اوک سوک
سونگ اوک سوک (کره‌ای: 송옥숙؛ زادهٔ ۱۴ اوت ۱۹۶۰) بازیگر اهل کره جنوبی است. او به عنوان نقش مکمل در مجموعه‌های تلویزیونی از جمله ویروس بتهوون، جذابیت بیشتر در روز و دلم برات تنگ شده حضور پیدا کرده‌است.
سونگ اوک سوک از سال ۲۰۰۵ استاد تمام وقت در دپارتمان هنرهای فیلم مؤسسه هنر و رسانه دونگ-آه است. او از طرفداران فرزندپذیری است.

## تئاتر
| سال  | عنوان                    | نقش                       |
| ---- | ------------------------ | ------------------------- |
| ۲۰۰۴ | مرغ دریایی               | آیرینا نیکولاینا آرکادینا |
| ۲۰۱۰ | زیباترین خداحافطی در روز | این هی                    |

## جوایز و نامزدی‌ها
| سال  | مراسم جوایز                               | دسته                                                 | اثر نامزد شده              | نتیجه    |
| ---- | ----------------------------------------- | ---------------------------------------------------- | -------------------------- | -------- |
| ۱۹۹۵ | شانزدهمین جوایز فیلم اژدهای آبی           | بهترین بازیگر نقش مکمل زن                            | یک سقف داغ                 | برنده    |
| ۲۰۰۵ | جوایز درامای اس‌بی‌اس                       | بهترین بازیگر نقش مکمل زن                            |                            | برنده    |
| ۲۰۰۸ | جوایز درامای ام‌بی‌سی                       | جایزه بازیگری طلایی، بازیگر زن کارکشته               | ویروس بتهوون               | برنده    |
| ۲۰۰۹ | جوایز درامای اس‌بی‌اس                       | بهترین بازیگر نقش مکمل زن در یک درام برنامه‌ریزی ویژه | لبخند تو                   | نامزدشده |
| ۲۰۱۰ | بیست و چهارمین جایزه هنرهای فرهنگی یه‌چونگ | Recipient, 지역부문                                  | —                          | برنده    |
| ۲۰۱۰ | جوایز سرگرمی ام‌بی‌سی                       | جایزه برترین بازیگر زن در یک سیتکام/کمدی             | جذابیت بیشتر در روز        | برنده    |
| ۲۰۱۱ | جوایز درامای اس‌بی‌اس                       | جایزه ویژه، بازیگر زن در یک درام ویژه                | درختی با ریشه عمیق         | برنده    |
| ۲۰۱۲ | جوایز درامای اس‌بی‌اس                       | جایزه ویژه، بازیگر زن در یک درام ویژه                | شاهزاده زیرشیروانی         | نامزدشده |
| ۲۰۱۴ | جوایز درامای ام‌بی‌سی                       | جایزه بازیگری طلایی، بازیگر زن                       | تو سرنوشت منی              | نامزدشده |
| ۲۰۱۷ | جوایز درامای ام‌بی‌سی                       | جایزه بازیگری طلایی، بازیگر زن در یک اپرای صابونی    | Person Who Gives Happiness | برنده    |